# Verena Kast
Verena Kast (24 de enero de 1943, Wolfhalden, Suiza) es una psicóloga suiza y profesora de psicología en la Universidad de Zúrich, además de profesora y analista didacta en el C.G. Jung-Institut Zürich.

## Biografía
Estudió psicología, filosofía y literatura e inicialmente fue maestra. Realizó su doctorado en psicología analítica y su trabajo de habilitación en la Universidad de Zúrich versó sobre la importancia del duelo en el proceso terapéutico. Adicionalmente, ejerce como psicoterapeuta en su propia consulta. Ha publicado numerosos artículos sobre emoción, relación de pareja, así como sobre simbolismo. Algunos de sus libros se han convertido en superventas y están especialmente dirigidos a lectores no especialistas. La interpretación psicoanalítica de cuentos de hadas ha constituido también un eje central de su trabajo.
Entre los años 1985 y 2000 fue miembro del Consejo Científico Asesor de las Semanas de Psicoterapia de Lindau, de 1999 a 2000 su portavoz y desde 2001, junto con Manfred Cierpka, Peter Henningsen y Dorothea Huber, directora científica de las mismas.
Fue profesora de psicología en la Universidad de Zúrich, docente y analista didacta en el C.G. Jung-Institut Zürich, y presidenta de la Sociedad Suiza de Psicología Analítica. Desde abril de 2014, ha sido Presidenta del Instituto C.G. Jung, Zúrich, Küsnacht.
Es presidenta honoraria de la Sociedad Internacional de Psicología Profunda.
En el contexto de las Lecciones de Viena, ha dado varias conferencias, que también se han publicado en formato de libro.

## Obra (selección)
- Kreativität in der Psychologie von C. G. Jung. Tesis doctoral. Juris, Zürich 1974, ISBN 3-260-03686-5.
- Das Assoziationsexperiment. Bonz, Fellbach-Oeffingen 1980, ISBN 3-87089-109-2. (2., unveränderte Auflage unter dem Titel: Das Assoziationsexperiment in der therapeutischen Praxis. 1988)
- Trauern. Phasen und Chancen des psychischen Prozesses. Kreuz, Stuttgart 1982. (Neuausgabe als: Zeit der Trauer. Kreuz, Stuttgart 2006, ISBN 3-7831-2750-5. Zugleich Habilitationsschrift an der Universität Zürich unter dem Titel: Die Bedeutung der Trauer im therapeutischen Prozess 1982).
- Mann und Frau im Märchen. Eine psychologische Deutung. dtv, München 1983, ISBN 3-530-42101-4.
- Paare. Beziehungsphantasien oder wie Götter sich in Menschen spiegeln. Kreuz, Stuttgart 1984.
- Märchen als Therapie. Walter, Olten 1986.
- Der schöpferische Sprung. Vom therapeutischen Umgang mit Krisen. Walter, Olten 1987. (Patmos, Düsseldorf 2008, ISBN 978-3-491-69833-8)
- Imagination als Raum der Freiheit. Dialog zwischen Ich und Unbewusstem. Walter, Olten 1988.
- Die Dynamik der Symbole. Grundlagen der Jungschen Psychotherapie. Walter, Olten 1990. (Patmos, Düsseldorf 2008, ISBN 978-3-491-69828-4)
- Freude, Inspiration, Hoffnung. Walter, Olten 1991. (Patmos, Düsseldorf 2008, ISBN 978-3-491-69832-1)
- Die beste Freundin. Was Frauen aneinander haben. Kreuz, Stuttgart 1992.
  - Neuausgabe als: Lob der Freundin. Kreuz, Stuttgart 2006, ISBN 3-7831-2824-2.
  - Hörbuch (ungekürzt): Lob der Freundin, Viersen 2015, ISBN 978-3-943273-02-1.
- Glückskinder. Wie man das Schicksal überlisten kann. Kreuz, Zürich 1993.
- Vater-Töchter, Mutter-Söhne. Wege zur eigenen Identität aus Vater- und Mutterkomplexen. Kreuz, Stuttgart 1994.
- Vom Sinn der Angst. Wie Ängste sich festsetzen und wie sie sich verwandeln lassen. 7. Auflage. Herder, Freiburg im Breisgau 2007, ISBN 978-3-451-05839-4.
- Wir sind immer unterwegs. Gedanken zur Individuation. Walter, Zürich 1997.
- Vom gelingenden Leben. Märcheninterpretationen. Walter, Zürich 1998.
- Vom Sinn des Ärgers. Anreiz zur Selbstbehauptung und Selbstentfaltung. Kreuz, Stuttgart 1998.
- Abschied von der Opferrolle. Das eigene Leben leben. Herder, Freiburg im Breisgau 1998.
- Zäsuren und Krisen im Lebenslauf. (= Wiener Vorlesungen. 66). Picus, Wien 1998.
- Der Schatten in uns. Die subversive Lebenskraft. Walter, Zürich 1999.
- Mythos, Traum, Realität. (= Wiener Vorlesungen. 74). Picus, Wien 2000.
- Vom Interesse und dem Sinn der Langeweile. Walter, Zürich 2001.
- Aufbrechen und Vertrauen finden. Die kreative Kraft der Hoffnung. Herder, Freiburg im Breisgau 2001.
- Lass dich nicht leben – lebe! Die eigenen Ressourcen schöpferisch nutzen. Herder, Freiburg im Breisgau 2002.
- Trotz allem Ich. Gefühle des Selbstwerts und die Erfahrung von Identität. Herder, Freiburg im Breisgau 2003.
- Lebenskrisen werden Lebenschancen. Wendepunkte des Lebens aktiv gestalten. Herder, Freiburg im Breisgau 2003.
- Krisen des flexiblen Menschen. (= Wiener Vorlesungen. 98). Picus, Wien 2003.
- Schlüssel zu den Lebensthemen – Konflikte anders sehen. Herder, Freiburg im Breisgau 2004.
  - Neuausgabe als: Konflikte anders sehen. Die eigenen Lebensthemen entdecken. Herder, Freiburg im Breisgau 2008, ISBN 978-3-451-05975-9.
- Wenn wir uns versöhnen. Kreuz, Stuttgart 2005, ISBN 3-7831-2626-6.
- Träume. Die geheimnisvolle Sprache des Unbewussten. Walter, Düsseldorf 2006, ISBN 3-530-42209-6.
- Die Tiefenpsychologie nach C. G. Jung. Eine praktische Orientierungshilfe Kreuz, Stuttgart 2007, ISBN 978-3-7831-2827-7.

Como editora:
- Inspirationen für ein gutes Leben: Heil sein – heil werden. Herder, Freiburg 2005, ISBN 978-3-4512-8560-8.
- mit Ingrid Riedel: C. G. Jung: Ausgewählte Schriften. Patmos, Ostfildern 2011, ISBN 978-3-8436-0029-3.
- Ruth Ammann, Verena Kast, Ingrid Riedel. Das Buch der Bilder. Schätze aus dem Archiv des C.G. Jung-Instituts Zürich. Patmos, 2018, ISBN 978-3-8436-1017-9.

Recurso en línea:
- Auswahl an Vorträgen von Verena Kast, im Rahmen der Lindauer Psychotherapiewochen 1991–2011 (PDF)

## Obra en castellano
- Sueños. El misterioso lenguaje del inconsciente. Madrid: Editorial Sirena de los vientos. 2022. ISBN 978-84-88540-29-4.
- La psicología profunda según C. G. Jung. Una introducción orientativa y práctica. Madrid: Editorial Sirena de los vientos. 2021. ISBN 978-84-88540-12-6.
- La dinámica de los símbolos. Fundamentos de la terapia junguiana. Madrid: Editorial Sirena de los vientos. 2020. ISBN 9788488540171.
- Padre-Hija, Madre-Hijo. Caminos para construir la identidad a partir de los complejos materno y paterno. Barcelona: Editorial Eleftheria. 2016. ISBN 978-84-945477-0-6.
- Cuentos de hombres y mujeres. Una interpretación psicológica. Paidós. 2005. ISBN 978-84-493-1776-7.
- Reconstruir la alegría. Luciérnaga. 2002. ISBN 978-84-87232-47-3.
- La ondina del estanque. Un cuento de hadas erótico. Paidós. 2001. ISBN 978-84-493-1123-9.
- La naturaleza del amor. Las relaciones de pareja a través de los mitos. Paidós. 2000. ISBN 978-84-493-0836-9.
- Ali Baba y los 40 ladrones. Cómo volverse verdaderamente rico. Desclée De Brouwer. 1998. ISBN 978-84-330-1347-7.
- Cuando los hijos se van. Distanciarse para encontrar la propia vida. Herder. 1997. ISBN 978-84-254-1952-2.